# Martin Mahdar
Martin Mahdar (* 31. Juli 1989 in Dubnica nad Váhom) ist ein ehemaliger slowakischer Radrennfahrer, der vorwiegend auf der Straße aktiv war.

## Sportlicher Werdegang
Mahdar wurde 2007 slowakischer Vizemeister im Straßenrennen der Juniorenklasse.
Im Erwachsenenbereich schloss sich Mahdar 2008 dem slowakischen UCI Continental Team Dukla Trenčín Merida an, bei dem er bis zu seinem Karriereende nach der Saison 2019 unter Vertrag stand. In seinem zweiten Jahr dort wurde er Achter der Gesamtwertung beim Grand Prix Bradlo. Bei den nationalen Straßenmeisterschaften 2014 gewann er die Bronzemedaille.
Seine besten Ergebnisse erzielte Mahdar auf dem afrikanischen Kontinent: Bei der Kamerun-Rundfahrt wurde er 2018 Gesamtdritter und 2019 Gesamtvierter. 2016 erzielte er mit dem Gewinn der siebten Etappe der Kamerun-Rundfahrt den einzigen Sieg seiner Karriere bei einem internationalen Rennen. Den Grand Prix Chantal Biya schloss er 2019 als Vierter der Gesamtwertung ab.
Nach der Saison 2019 beendete Mahdar im Alter von 30 Jahren seine Karriere als Radrennfahrer.

## Erfolge
2007
- slowakischer Meister – Straßenrennen (Junioren)

2016
- eine Etappe Tour du Cameroun